# Smaragdkeelkolibrie
De smaragdkeelkolibrie (Abeillia abeillei) is een vogel uit de familie Trochilidae (Kolibries).

## Verspreiding en leefgebied
De smaragdkeelkolibrie komt voor in Belize, El Salvador, Guatemala, Honduras, Mexico en Nicaragua. De natuurlijke habitats zijn subtropische of tropische vochtige hooglanden.
De soort telt twee ondersoorten:
- A. a. abeillei: van zuidoostelijk Mexico tot noordelijk Honduras.
- A. a. aurea: zuidelijk Honduras en noordelijk Nicaragua.

## Status
De grootte van de populatie is in 2022 geschat op 20-50 duizend vogels. Op de Rode lijst van de IUCN heeft deze soort de status niet bedreigd.  

## Afbeeldingen

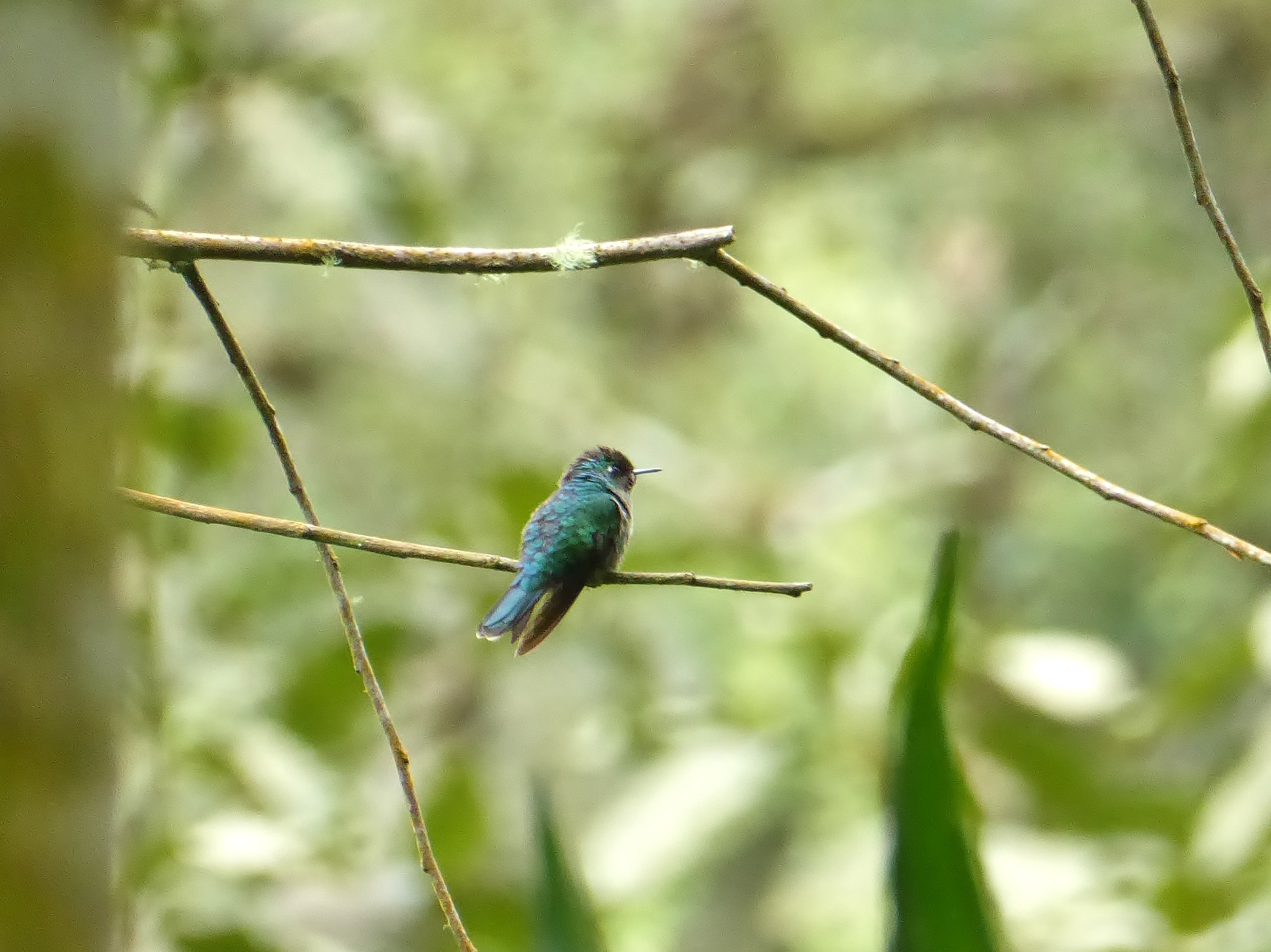